# Justin Mylo
Emilio Behr (Ámsterdam, Países Bajos, 7 de noviembre de 1995), más conocido por su nombre artístico Justin Mylo, es un DJ, productor holandés, orientado al Future House.
Obtuvo reconocimiento luego de trabajar y colaborar junto al disc jockey Martin Garrix en el sencillo Bouncybob.

## Biografía
Justin Mylo es un DJ/productor de EDM de Ámsterdam, Países Bajos.
Comenzó a dar vueltas en clubes locales cuando era un adolescente, y finalmente comenzó a producir sus propias pistas de baile exuberantes, listas para los festivales, Comenzó a tocar en conciertos internacionales en 2014.
Compuso el sencillo su primer sencillo titulado como "Bouncybob" junto a Martin Garrix y Mesto en 2015.
En 2016, Mylo y el productor holandés de EDM Mike Williams lanzaron su sencillo "Groovy George" en Musical Freedom Records del
disc jockey Tiësto.

## Lanzamientos

### Sencillos
| Año  | Canción                                                  | Sello discográfico  | Álbum                  |
| ---- | -------------------------------------------------------- | ------------------- | ---------------------- |
| 2015 | Bouncybob Martin Garrix con Justin Mylo y Mesto          | -                   | -                      |
| 2016 | Groovy George Justin Mylo con Mike Williams              | Musical Freedom     | -                      |
| 2016 | Jumping Jack Justin Mylo                                 | Spinnin' Records    | -                      |
| 2017 | Cheap Motel Justin Mylo                                  | ON / OFF            | -                      |
| 2017 | Paradigm Justin Mylo                                     | ON / OFF            | -                      |
| 2018 | Chasing Shadows Justin Mylo                              | STMPD RCRDS         | -                      |
| 2018 | Live Like This Justin Mylo y Navarra                     | ON / OFF            | -                      |
| 2018 | Funky Freddy Justin Mylo y Rich Edwards                  | ON / OFF            | -                      |
| 2018 | Burn Out Martin Garrix con Justin Mylo y Dewain Whitmore | STMPD RCRDS         | -                      |
| 2018 | Rave Alert Justin Mylo y SWACQ                           | Revealed Recordings | -                      |
| 2019 | Not Afraid Justin Mylo                                   | STMPD RCRDS         | -                      |
| 2019 | Won't Stop Justin Mylo con Shaylen                       | ON / OFF            | -                      |
| 2019 | More Of Your Love Justin Mylo y Reggio                   | Musical Freedom     | -                      |
| 2019 | Starlight Justin Mylo                                    | ON / OFF            | What I Am Looking For? |
| 2019 | Save My Soul Justin Mylo                                 | ON / OFF            | What I Am Looking For? |
| 2019 | What I Am Looking For? Justin Mylo y Navarra             | ON / OFF            | What I Am Looking For? |
| 2020 | I Wanna Fall In Love Justin Mylo y Raphaella             | STMPD RCRDS         | -                      |
| 2020 | Forever Justin Mylo                                      | STMPD RCRDS         | -                      |
| 2020 | Still Around Justin Mylo y SMBDY                         | STMPD RCRDS         | -                      |
| 2020 | When We're Gone Mesto y Justin Mylo                      | STMPD RCRDS         | -                      |

### Remixes
| Año  | Título                                                             | Artista         | Discografía         |
| ---- | ------------------------------------------------------------------ | --------------- | ------------------- |
| 2016 | Final Call (Justin Mylo & Mesto Remix)                             | Florian Picasso | Protocol Recordings |
| 2019 | Bola Rebola (feat. J Balvin, Anitta y Mc Zaac) (Justin Mylo Remix) | Tropkillaz      | Universal Music     |